# Markose Mor Chrysostomos
Chryzostom (wł. Markose Pallathu, ur. 26 września 1966 w Thattekadu) – duchowny Malankarskiego Syryjskiego Kościoła Ortodoksyjnego, będącego częścią Syryjskiego Kościoła Ortodoksyjnego, od 2006 biskup misyjny Wschodu..